# Bonilla de la Sierra
Bonilla de la Sierra és un municipi de la província d'Àvila, a la comunitat autònoma de Castella i Lleó. Limita al sud amb Villafranca de la Sierra, Casas del Puerto i San Miguel de Corneja.

## Demografia
| 1991 | 1996 | 2001 | 2004 |
| ---- | ---- | ---- | ---- |
| 212  | 202  | 196  | 167  |